# BIGLOBE presents -エンタメフリー劇場- なんてネタだ!グランプリ
『BIGLOBE presents -エンタメフリー劇場- なんてネタだ!グランプリ』（ビッグローブ プレゼンツ エンタメフリーげきじょう なんてネタだ!グランプリ）は、ABEMAのABEMA SPECIALチャンネルで、配信されていたお笑い演芸番組。

## 概要
国民誰でも手軽に動画制作ができる時代、お笑いコンテストも動画に特化した祭典があるべきとの考えから企画された動画によるお笑いコンテスト番組。コント、漫才、ものまね、歌ネタ、アニメーションなど内容や形式は問わず、プロアマなどの参加資格を問わない。優勝者には賞金100万円が贈呈される。審査は視聴者投稿で決定する。番組名はBIGLOBEモバイルの通信サービス、エンタメフリーにちなむ。
動画規定は時間1分半以内の動画であること。予選参加は388組。バイきんぐ西村によると「敷居が世界一低い大会」「おちんちん出してもOK」。小峠はただし「（そんな動画は）予選落ち」すると最低限の規定がある旨を述べている。投稿動画については基本的にそのまま配信するが、スマホ撮影による縦型動画などは表示互換性を取るため、横に赤い幕が映し出されピラーボックス処理される。
芸人およびタレントの場合、事務所名・芸名（コンビ名）で表示。その他は事務所名部分を「一般」と表記する。芸人であっても母親とのコンビなど一般人と組む場合は「一般」扱いとなる。
第1回王者はスタミナパン。

## 出演者

### MC
- バイきんぐ

### ゲスト
- 井上咲楽（第1回）
- 久間田琳加（第2回）
- 岡田結実（第3回）
- 王林（第4回）

## スタッフ
- 提供：ビッグローブ株式会社
- 制作著作：AbemaTV